# Fritz Bley

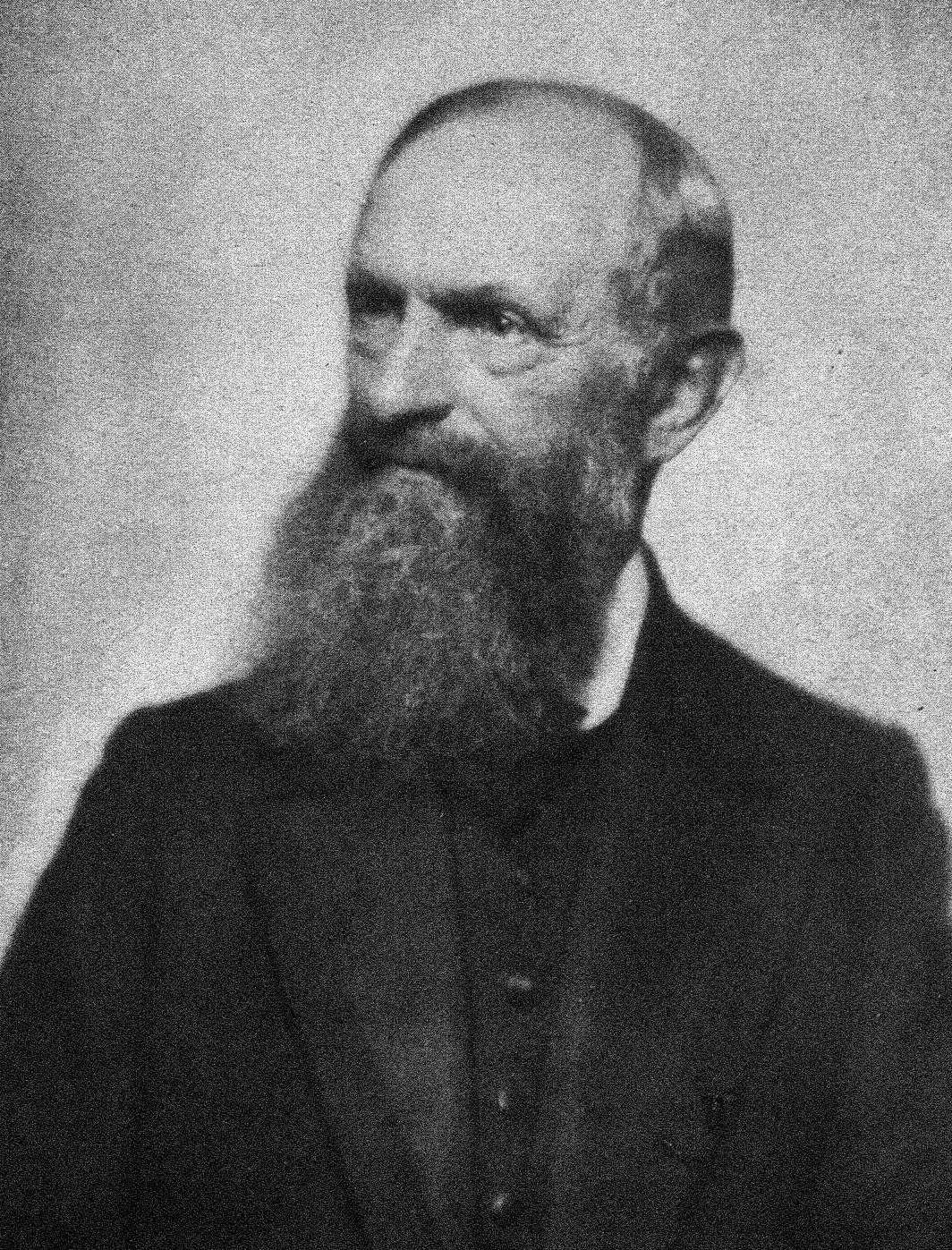
Fritz Bley, um 1923, fotografiert von Nicola Perscheid

Fritz Bley (* 23. Juli 1853 in Quedlinburg; † 2. Oktober 1931 in Berlin) war ein deutscher Journalist und Schriftsteller. 

## Leben
Nach dem Studium in Leipzig war er als Redakteur an der Thorner Zeitung und der Westfälischen Zeitung tätig. Er unternahm ausgedehnte Reisen durch Europa sowie Nord- und Südamerika und wechselte danach in die Redaktion der Kölnischen Zeitung.
1885 wurde er Generalsekretär der Gesellschaft für Kolonisation und Chefredakteur der Kolonialpolitischen Korrespondenz. Gemeinsam mit Carl Peters ging er 1887 nach Ostafrika, gründete die Station Usungula und leitete diese bis zu seiner Rückkehr nach Deutschland 1889.
1895 war Bley neben Willibald Gebhardt und Carl Peters Mitgründer des Deutschen Bundes für Sport, Spiel und Turnen und einer der Wegbereiter des Fußballs in Deutschland. 1897 übernahm er die Chefredaktion der Ostpreußischen Zeitung. Ab 1899 lebte er in Berlin und wurde Mitglied des Jagdcorps Masovia zu Berlin im WJSC.
Ab 1905 (bis 1923) verantwortete er die Beilage Zeitfragen der reaktionären und antisemitischen Deutschen Tageszeitung (DTZ). Neben seiner journalistischen Tätigkeit verfasste er zahlreiche Jagdgeschichten und Monographien über jagdbare Tiere, weiterhin Beiträge zur Kolonialgeschichte, Romane und Erzählungen. Als Mitglied des Alldeutschen Verbandes, des Werdandibundes (1907, mit deutschvölkischem Programm), des Deutschen Wehrvereins (1912), des Preußenbundes (ab 1918) sowie im Verband gegen die Überhebung des Judentums vertrat er nationalistische Positionen, andererseits findet sich 1933 sein Name als Verfemter auf der Liste des schädlichen und unerwünschten Schrifttums, möglicherweise aufgrund einer Verwechslung mit dem Schriftsteller Franz Blei. Eher dagegen wiederum spricht, dass auf der Liste die „Tier- und Jagdgeschichten“ Bleys ausdrücklich genannt wurden, da diese im Gegensatz zum Rest seines Werkes von der Verbrennung ausgenommen waren. Weil er sich insbesondere für Regelungen zum Schutze des Elchwildes einsetzte, wurde er auch als Elchvater bezeichnet.
Seine letzte Ruhestätte befindet sich auf dem Südwestkirchhof Stahnsdorf.
Sein Sohn Wulf Bley und sein Enkel Wulf E. Bley (* 1946) traten ebenfalls als Schriftsteller in Erscheinung.

## Schriften
- Für die Schaubühne. Lustspiel, Berlin 1879
- An's Herz der Heimath! Erzählung, Düsseldorf 1883
- Moderne Kunst. Studien zur Kunstgeschichte der Gegenwart unter Berücksichtigung der Münchener, Berliner und Pariser Ausstellungen aus dem Jahr 1883, Leipzig 1884
- Deutsche Pionierarbeit in Ostafrika, Berlin 1891
- Circe, Roman, Leipzig 1892
- Horridoh!, Ein Weidmannsleben in Liedern, Berlin 1896
- Durch! Aus dem Leben des kgl. preuß. Generals der Kavallerie Heinrich Rudolf Eduard Wilhelm Gottschalk von Rosenberg, Berlin 1897
- Die alldeutsche Bewegung und die Niederlande (Kampf um das Deutschtum Heft 11), München 1897
- Die Weltstellung des Deutschtums (Kampf um das Deutschtum Heft 1), München 1897
- Südafrika niederdeutsch (Kampf um das Deutschtum Heft 17), München 1898
- Hochlandminne. Lieder aus Alt-Tirol, Berlin 1902
- Die Schwestern von Mbusini. Geschichtlicher Roman, Dresden 1904
- Blühende Gärten des Ostens, 78 Erzählungen, Gedichte und Schwänke aus der Literatur des Orients, Leipzig 1907
- Der Edelhirsch, 1909
- Avalun. Geschichten von allerhand Paradiesen, Berlin 1914
- Der schlimmste Feind! Leipzig 1916
- In Kraft und Ehren, Berlin 1917 (= Feldbücher 14)
- Wie kam es doch? Über die Ursachen des Weltkrieges, Leipzig 1918
- Am Grabe des deutschen Volkes. Zur Vorgeschichte der Revolution, Berlin 1919 (wurde nach Ende des Zweiten Weltkrieges in der Sowjetischen Besatzungszone auf die Liste der auszusondernden Literatur gesetzt[2]) (Online).
- Vom wehrhaften Raubwild. Sieben Tiergeschichten, Leipzig 1919
- Von freiem Hochlandwilde. Acht Tiergeschichten, Leipzig 1919
- Lebensbilder aus der Tierwelt Europas, Leipzig 1920 (Mitautor)
- Vom nordischen Urwilde. Sieben Tiergeschichten, Leipzig 1921
- Vom Edelen Hirschen. Geschichten vom Rothirsch und seinen Verwandten, Leipzig 1923
- Der Blutschreck und andere Tiergeschichten, Leipzig 1924
- 50 Jahre deutscher Jagd. Erinnerungsschrift des Allgemeinen Deutschen Jagdschutzvereins, Berlin 1925
- Alfred Brehm. Das Leben der Tiere, 4Bde, Leipzig 1926–1929 (Neubearbeitung)
- Der Harzhirsch und seine Bergwelt, Leipzig 1927
- Wild, Welt und Du. Die schönsten Jagd- und Tiergeschichten aus dem Lebenswerk von Fritz Bley, Berlin 1935 (Hrsg. Wulf Bley); ND Stuttgart 1952
- "Herr Spielhahn, habt auch tausend Dank, Frau Drossel, seid gepriesen" (Liedtext)